# Juego de lápiz y papel

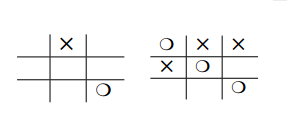
Ejemplo de juego de lápiz y papel.

Los juegos de lápiz y papel son generalmente juegos de reglas muy sencillas y que sólo requieren material de escritura (lápices o bolígrafos, por ejemplo) y una o varias hojas de papel (aunque su elección de medios es libre).
Los juegos de lápiz y papel pueden ser de tradición popular como el tres en raya, casitas, el ahorcado o la batalla naval. O bien los que aparecen en las secciones de pasatiempos de las publicaciones como son los crucigramas, las sopas de letras y los sudo
Los juegos de tradición popular más conocidos son:
- Tres en raya.
- Cinco en raya .
- El ahorcado.
- Tutti frutti o Stop.
- La batalla naval.
- Timbiriche o Cuadrito.
- El juego del oso.
- Tripas de gato.
- Brotes
- Puntos
- El secretario
- Bomba o Matainscetos
- Picas y Fijas
- Tuberías o Pipe layer
- Guerrita
- Carrera de bolis